# Norheimsund
Norheimsund è un villaggio della Norvegia, situato nella municipalità di Kvam, nella contea di Vestland.